# Carl Ulrik Sondén

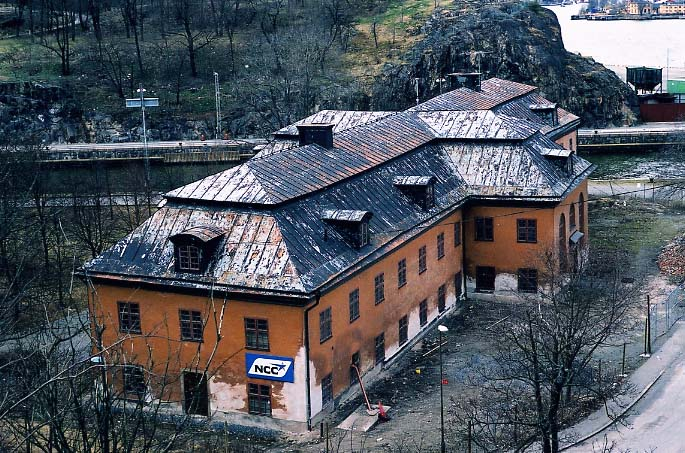
Danvikens hospitals byggnad före renoveringen 2001

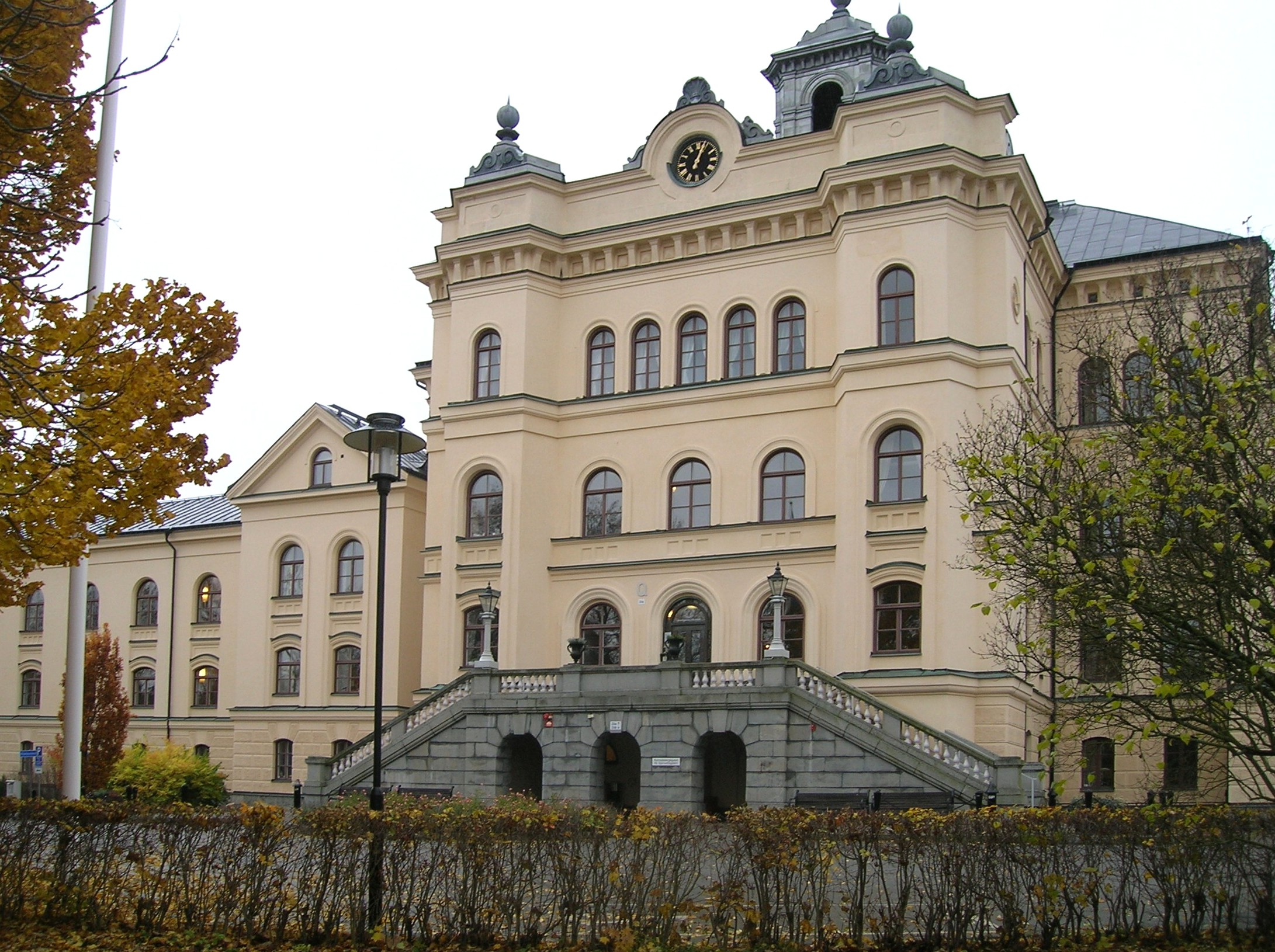
Konradsberg

Carl Ulrik Sondén, född 29 maj 1802 i Landeryds socken, Östergötland, död 6 maj 1875 i Stockholm, var en svensk psykiater.

## Biografi
Carl Ulrik Sondén var son till prosten och kyrkoherden Johan Adolf Sondén och Anna Katarina Kernell, samt bror till Per Adolf och Anders Fredrik Sondén. Han och Per Daniel Amadeus Atterbom var kusiner. Sondén blev student vid Uppsala universitet 1821, medicine kandidat 1827 och medicine licentiat 1828. 
Han förordnades 1832 till läkare vid Danvikens Hospital, gjorde 1833–1834 en resa genom Danmark, Holland, Belgien, Frankrike och flera tyska stater för studier i psykiatri och för att inhämta kunskaper om olika typer av hospital. Efter hemkomsten blev han 1835 medicine doktor i Uppsala. Åren 1847–1861 var han överläkare vid Danviken, 1861–1862 vid Konradsberg, 1849–1858 tillika ombudsman och fiskal i Sundhetskollegium och 1858–1874 medicinalråd. År 1849 blev Sondén ledamot av Vetenskapsakademien och tillhörde även flera medicinska och filantropiska sällskap. 
Sondén var såväl genom skrifter som i kommittéer verksam för hospitalsväsendets förbättring och påverkad av Philippe Pinel minskade han metoden att behandla sinnessjuka med tvångsmedel. Han ansåg att Danvikens hospital var ovärdigt (det kallades Dårarnas torn), och genomdrev efter tre årtiondens kamp att ett nytt hospital skulle anläggas. Detta ledde till att Konradsberg inrättades, vilket invigdes 1861. Konradsberg byggdes efter Sondén uppfattning om hur sjukvården skulle företas. Det är en palatsliknande byggnad med trädgård och därför med möjlighet för patienterna att vistas ute fritt. Han ansåg att det var funktionellt med ett palats eftersom det skulle minska patienternas lidande om de fick bo med värdighet. Liknande palats uppfördes för hospital i hela Europa de närmaste 50 åren.
Tvång vid behandling av patienter upphörde inte med Sondén, men minskade avsevärt. Några av de farligaste anrättningarna, som svängmaskinen, togs bort, men tvångströjor och isoleringsceller behölls. Han förordade medicinering med digitalis och opium, samt kräkmedel, för att antingen lugna oroliga patienter eller för att ge melankoliska personer en känsla av lycka.
Åren 1837-48 redigerade han Svenska läkarsällskapets nya handlingar och var 1839-49 huvudredaktör för tidskriften Hygiea, till vars grundande han även medverkat. I denna tidskrift publicerade han 1857 artikeln Om idioters uppfostran och undervisning, i vilken han, inspirerad av Edouard Séguins pedagogik hävdade att det borde vara statens ansvar att ta hand om de sinnesslöa och deras utveckling från samhällsodugliga och blott tärande medborgare till verksamma och närande. Han utgav dessutom Anteckningar öfver den epidemiska religiösa ecstas, som herrskade i Sverige åren 1841–42 (1843), Danviks dårhus (1853) samt flera översättningar, särskilt i homeopati. 
Vetenskapsakademien lät 1915 slå en medalj över Sondén.
Sondén gifte sig 1838 med Beata Sofia Åkerman som var dotter till en läkare vid Danviken, Jacob Åkerman. Makarna Sondén är begravda på Norra begravningsplatsen utanför Stockholm.